# Fluorure de gallium(III)
Le fluorure de gallium(III) est un composé chimique de formule GaF3. Il s'agit d'un solide incolore et inodore stable dans l'eau, y compris dans l'eau chaude. Il est très légèrement soluble dans l'eau, contrairement à son trihydrate GaF3·3H2O. Il est susceptible de se sublimer sans se décomposer au-dessus de 800 °C dans une atmosphère protectrice d'azote. Comme le fluorure d'aluminium, il présente une structure cristalline polymère semblable à celle de trioxyde de rhénium ReO3 : système trigonal, groupe d'espace R3c (no 167), paramètres a = 501,2 pm et c = 1 299 pm. 
Le fluorure de gallium(III) peut être obtenu en faisant réagir le gallium avec le fluorure d'hydrogène :
2 Ga + 6 HF ⟶ 2 GaF3 + 3 H2.
Une autre voie par la thermolyse de l'hexafluorogallate d'ammonium (NH4)3[GaF6] dans un flux de fluor :
(NH4)3[GaF6] ⟶ GaF3 + 3 NH4F.
Le trihydrate GaF3·3H2O peut être obtenu en faisant réagir de l'hydroxyde de gallium(III) Ga(OH)3 ou de l'oxyde de gallium(III) Ga2O3 avec du fluorure d'hydrogène.
Les solutions de GaF3 dans l'acide fluorhydrique peuvent former le trihydrate par évaporation ; GaF3·3H2O peut à son tour être déshydraté par chauffage pour donner GaF2(OH).